# Pierre Fauchard
Pierre Fauchard (* 1678 – † 22. března 1761) byl francouzský chirurg 18. století, který je považován za zakladatele stomatologie (zubního lékařství) jako speciálního lékařského oboru.
Již před ním, dokonce ve středověku, se nacházejí v různých lékařských dílech roztroušené zmínky o zubech. Například v 11. století v díle arabského lékaře Abulcasis o chirurgii jsou zmínky o odstraňování zubního kamene. V roce 1728 však vyšlo Fauchardovo dílo Chirurg-zubař čili léčení zubů, jež bylo věnováno pouze stomatologii a považuje se za skutečný počátek tohoto oboru. V roce 1746 popsal Pierre Fauchard paradontózu (zánět dásní), jíž nazval hnisotok zubního lůžka. Stomatologie byla definitivně na světě. Podle některých dochovaných faktů však Fauchardovi první pacienti trpěli doslova „jako zvíře“.